# 懷特鎮區 (新澤西州)
懷特鎮區（英語：White Township）是位於美國新澤西州沃倫縣的一個鎮區。

## 地方資料
懷特鎮區的面積為72.27平方千米，當中陸地面積為70.88平方千米，而水域面積為1.39平方千米。根據2020年美國人口普查的數據，當地共有人口4606人，而人口密度為每平方千米63.73人。